# Bildstock (Katzenbach, Streitäcker)

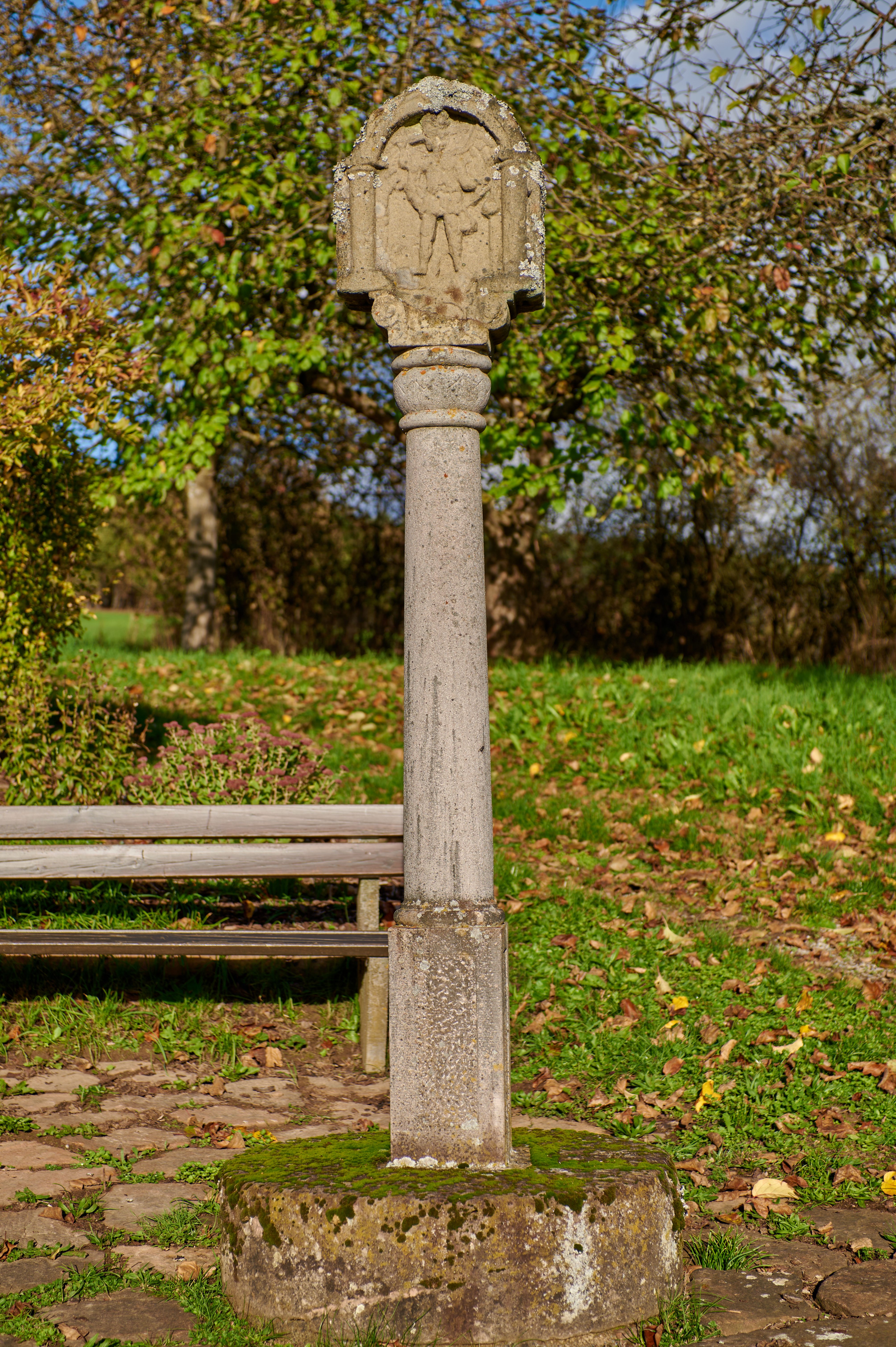
Bildstock in Katzenbach, Flur Streitäcker.

Der Bildstock, Kreisstraße 34, Schläglein befindet sich in Katzenbach, einem Gemeindeteil des Marktes Burkardroth im unterfränkischen Landkreis Bad Kissingen an der Flur Streitäcker.
Der Bildstock gehört zu den Baudenkmälern von Burkardroth und ist unter der Nummer D-6-72-117-33 in der Bayerischen Denkmalliste registriert.

## Beschreibung
Der 195 cm Bildstock besteht aus gelbem Sandstein und entstand im Jahr 1701.
Der Bildstock besteht aus einem Betonfundament, einem 145 cm hohen Rokokoschaft mit den Abmessungen 40 cm × 41 cm von 1700 und einem 40 cm hohen Barockaufsatz mit den Abmessungen 36 cm × 14 cm von 1701.
Im Relief der Schauseite ist der hl. Michael als Erzengel im Waffenrock mit einem Schwert in der rechten Hand und einer Waage in der linken Hand zusehen; darunter befindet sich der besiegte Drache. St. Michael wird als Bezwinger des Luzifer und als Seelenwäger dargestellt. Die Nische wird von einem Rundbogen abgeschlossen, der auf zwei Reliefsäulen mit Wulsten an der Basis und am Kapitell steht.
Die Rückseiteninschrift lautet: "JOSEF ..... HAT ZU EHREN DES H: MICHAEL MACHEN LASSEN : 1701"